# سد اومارو کانازوه
سد اومارو کانازوه (به لاتین: Oumarou Kanazoé Dam) یک سد و منطقهٔ مسکونی در بورکینافاسو است که در استان یاتنگا واقع شده‌است.